# Papakouli Diop
Pour les articles homonymes, voir Diop.
Papakouli Diop, né le 19 mars 1986 à Kaolack, est un footballeur international sénégalais évoluant au poste de milieu défensif.

## Biographie

### Débuts en Bretagne (2004-2006)
Arrivé au Stade rennais en 2004 après quelques années au Sénégal (ou il évolue notamment durant ses plus jeunes années au Stade de Mbour), il passe professionnel à l'issue de la saison 2005-2006, signant un contrat d'un an. Produit du centre de formation, il appartient à la belle génération rennaise né en 1986 dont font également partie Romain Danzé, Yoann Gourcuff, Sylvain Marveaux ou Moussa Sow. Le 5 août 2006, il joue son premier (et à ce jour unique) match de Ligue 1 avec le Stade rennais face au Lille OSC (1-2) en remplaçant Olivier Sorlin à la 94e minute.

### Tours FC (2007-2009)
Ne parvenant pas à percer dans l'effectif professionnel et afin de gagner du temps de jeu, il est prêté le 31 août 2006, pour une saison sans option d'achat au Tours FC, alors en Ligue 2 et bon dernier. Mais cette année-là Diop subit une grosse blessure le 12 janvier 2007 face au Havre (0-2) qui le laisse sur le flanc quelques semaines. Reprenant l'entrainement en mars 2007, il ne joue cette saison-là que 14 matches avec les Tourangeaux (pour 2 buts). Quelques mois plus tard, le Stade rennais, peu convaincu par son passage en Ligue 2, le laisse libre, et le joueur s'engage définitivement avec le club tourangeau durant l'été 2007 et cela malgré la descente du club en National.

### Départ en Espagne (2008-2012)
Son passage dans la vallée de la Loire est court puisque le joueur signe en janvier 2008 à Tarragone, en Segunda División. Après dix-huit mois en Catalogne où il réalise de bonnes performances, il est transféré le 25 juillet 2009 au Racing de Santander, qui évolue à l'étage supérieur. Le montant du transfert s'élève à 1 500 000 €. Lors de son recrutement, le Président de Santander, Francisco Pernià dit ceci du Sénégalais: "C’est peut-être la révélation de la saison dernière en D2, et avec sa jeunesse et ses qualités, nous sommes convaincus qu’il apportera beaucoup à l’équipe". Il fait ses débuts avec le club de Cantabrie le 12 septembre 2009 face à l'Atletico de Madrid (1-1) au Stade Vicente Calderón. Il inscrit son premier but avec Santander lors du quart de finale de Coupe d'Espagne contre Osasuna (2-1) le 21 janvier 2010.
Lors de la 7e journée de Liga, le 23 octobre 2010, il marque un but contre le prestigieux Real Madrid mais son équipe s'incline tout de même 6 buts à 1.

### Levante UD (2012-2015)
Jouant régulièrement avec Santander (47 matches en deux saisons), il voit la relégation de son équipe lors de sa troisième année au club en Segunda División après une saison 2011-2012 désastreuse. Il rejoint alors le Levante UD, club ayant réussi l'une des meilleures saisons de son histoire en Liga en se qualifiant en Ligue Europa, en signant un contrat de 3 ans. En mai 2014, il est victime de cris de singe de supporters lors d'un match contre l'Atlético de Madrid mais le joueur répond ironiquement en se mettant à danser avec des gestes simiesques.

### Espanyol de Barcelone (2015-2017)
Le 31 août 2015, libre de tout contrat avec Levante, Diop s'engage avec le club catalan de l'Espanyol de Barcelone pour une durée de trois ans. Le 6 janvier, il est expulsé lors du derby contre le FC Barcelone en Coupe du roi à la suite d'une altercation avec le buteur uruguayen Suárez. Fin mars, Diop ouvre son compteur pour l'Espanyol contre l'Athletic Bilbao. Mi-avril, il récidive en inscrivant deux buts en autant de rencontres, permettant notamment de décrocher un nul face à Málaga. De toute sa carrière, le Sénégalais n'a jamais été dans une si belle forme puisqu'il inscrit trois buts en trois matches successifs de Liga.

### SD Eibar (depuis 2018)
Diop rejoint la SD Eibar à la fin du mois de décembre 2017.

### Sélection nationale
Après avoir évolué avec les -17 ans et les espoirs, il obtient sa première sélection avec les A lors d'un match amical le 17 novembre 2010 face au Gabon (2-1) à Saint-Gratien.

## Style de jeu
Diop évolue principalement au poste de milieu défensif, et montre à ses débuts un fort potentiel athlétique et de très bonnes qualités techniques. En match, il n'hésite pas à tirer de loin. Néanmoins, il commet régulièrement des fautes et peut se montrer colérique,.

## Statistiques
Ce tableau présente les statistiques en carrière de Papakouli Diop,.
| Saison                | Club                   | Championnat           | Championnat | Championnat | Championnat | Coupe nationale | Coupe nationale | Coupe nationale | Coupe de la Ligue | Coupe de la Ligue | Coupe de la Ligue | Compétition(s) continentale(s) | Compétition(s) continentale(s) | Compétition(s) continentale(s) | Compétition(s) continentale(s) | Sénégal | Sénégal | Sénégal | Total | Total | Total |
| Saison                | Club                   | Division              | M.          | B.          | P.d.        | M.              | B.              | P.d.            | M.                | B.                | P.d.              | Comp.                          | M.                             | B.                             | P.d.                           | M.      | B.      | P.d.    | M.    | B.    | P.d.  |
| 2004-2005             | Stade rennais rés.     | CFA                   | 2           | 0           | -           | -               | -               | -               | -                 | -                 | -                 | -                              | -                              | -                              | -                              | -       | -       | -       | 2     | 0     | 0     |
| 2005-2006             | Stade rennais rés.     | CFA                   | 31          | 2           | -           | -               | -               | -               | -                 | -                 | -                 | -                              | -                              | -                              | -                              | -       | -       | -       | 31    | 2     | 0     |
| Sous-total            | Sous-total             | Sous-total            | 33          | 2           | -           | -               | -               | -               | -                 | -                 | -                 | -                              | -                              | -                              | -                              | -       | -       | -       | 33    | 2     | 0     |
| 2006-2007             | Stade rennais FC       | Ligue 1               | 1           | 0           | 0           | -               | -               | -               | -                 | -                 | -                 | -                              | -                              | -                              | -                              | -       | -       | -       | 1     | 0     | 0     |
| Sous-total            | Sous-total             | Sous-total            | 1           | 0           | 0           | -               | -               | -               | -                 | -                 | -                 | -                              | -                              | -                              | -                              | -       | -       | -       | 1     | 0     | 0     |
| 2006-2007             | Tours FC (prêt)        | Ligue 2               | 18          | 3           | -           | 1               | 0               | -               | -                 | -                 | -                 | -                              | -                              | -                              | -                              | -       | -       | -       | 19    | 3     | 0     |
| 2007-2008             | Tours FC               | National              | 18          | 0           | -           | 3               | 0               | -               | 1                 | 0                 | -                 | -                              | -                              | -                              | -                              | -       | -       | -       | 22    | 0     | 0     |
| Sous-total            | Sous-total             | Sous-total            | 36          | 3           | -           | 4               | 0               | -               | 1                 | 0                 | -                 | -                              | -                              | -                              | -                              | -       | -       | -       | 41    | 3     | 0     |
| 2008                  | Gimnàstic de Tarragone | Liga Adelante         | 13          | 0           | 0           | -               | -               | -               | -                 | -                 | -                 | -                              | -                              | -                              | -                              | -       | -       | -       | 13    | 0     | 0     |
| 2008-2009             | Gimnàstic de Tarragone | Liga Adelante         | 30          | 4           | 0           | 1               | 0               | -               | -                 | -                 | -                 | -                              | -                              | -                              | -                              | -       | -       | -       | 31    | 4     | 0     |
| Sous-total            | Sous-total             | Sous-total            | 43          | 4           | 0           | 1               | 0               | -               | -                 | -                 | -                 | -                              | -                              | -                              | -                              | -       | -       | -       | 44    | 4     | 0     |
| 2009-2010             | Racing de Santander    | Liga                  | 23          | 1           | 0           | 6               | 1               | 0               | -                 | -                 | -                 | -                              | -                              | -                              | -                              | -       | -       | -       | 29    | 2     | 0     |
| 2010-2011             | Racing de Santander    | Liga                  | 19          | 0           | 2           | 1               | 0               | 0               | -                 | -                 | -                 | -                              | -                              | -                              | -                              | 1       | 0       | 0       | 21    | 0     | 2     |
| 2011-2012             | Racing de Santander    | Liga                  | 34          | 1           | 4           | 2               | 0               | 0               | -                 | -                 | -                 | -                              | -                              | -                              | -                              | 3       | 0       | 0       | 39    | 1     | 4     |
| Sous-total            | Sous-total             | Sous-total            | 76          | 2           | 6           | 9               | 1               | 0               | -                 | -                 | -                 | -                              | -                              | -                              | -                              | 4       | 0       | 0       | 89    | 3     | 6     |
| 2012-2013             | Levante UD             | Liga                  | 32          | 0           | 0           | -               | -               | -               | -                 | -                 | -                 | C3                             | 9                              | 1                              | 0                              | 2       | 0       | 1       | 43    | 1     | 1     |
| 2013-2014             | Levante UD             | Liga                  | 34          | 4           | 1           | 2               | 0               | 0               | -                 | -                 | -                 | -                              | -                              | -                              | -                              | 1       | 1       | 0       | 37    | 5     | 1     |
| 2014-2015             | Levante UD             | Liga                  | 19          | 0           | 1           | -               | -               | -               | -                 | -                 | -                 | -                              | -                              | -                              | -                              | 7       | 0       | 4       | 26    | 0     | 5     |
| Sous-total            | Sous-total             | Sous-total            | 85          | 4           | 2           | 2               | 0               | 0               | -                 | -                 | -                 | -                              | 9                              | 1                              | 0                              | 10      | 1       | 5       | 106   | 6     | 7     |
| 2015-2016             | Espanyol de Barcelone  | Liga                  | 30          | 3           | 1           | 2               | 0               | 0               | -                 | -                 | -                 | -                              | -                              | -                              | -                              | 2       | 0       | 0       | 34    | 3     | 1     |
| 2016-2017             | Espanyol de Barcelone  | Liga                  | 18          | 0           | 0           | 1               | 0               | 0               | -                 | -                 | -                 | -                              | -                              | -                              | -                              | 5       | 1       | 0       | 24    | 1     | 0     |
| 2017                  | Espanyol de Barcelone  | Liga                  | 5           | 0           | 0           | 2               | 0               | 0               | -                 | -                 | -                 | -                              | -                              | -                              | -                              | -       | -       | -       | 7     | 0     | 0     |
| Sous-total            | Sous-total             | Sous-total            | 53          | 3           | 1           | 5               | 0               | 0               | -                 | -                 | -                 | -                              | -                              | -                              | -                              | 7       | 1       | 0       | 65    | 4     | 1     |
| 2018                  | SD Eibar               | Liga                  | 15          | 0           | 0           | -               | -               | -               | -                 | -                 | -                 | -                              | -                              | -                              | -                              | -       | -       | -       | 15    | 0     | 0     |
| 2018-2019             | SD Eibar               | Liga                  | 28          | 1           | 1           | 1               | 0               | 0               | -                 | -                 | -                 | -                              | -                              | -                              | -                              | -       | -       | -       | 29    | 1     | 1     |
| 2019-2020             | SD Eibar               | Liga                  | 20          | 1           | 1           | -               | -               | -               | -                 | -                 | -                 | -                              | -                              | -                              | -                              | -       | -       | -       | 20    | 1     | 1     |
| Sous-total            | Sous-total             | Sous-total            | 63          | 2           | 1           | 1               | 0               | 0               | -                 | -                 | -                 | -                              | -                              | -                              | -                              | -       | -       | -       | 64    | 2     | 1     |
| Total sur la carrière | Total sur la carrière  | Total sur la carrière | 390         | 20          | 10          | 22              | 1               | 0               | 1                 | 0                 | 0                 | -                              | 9                              | 1                              | 0                              | 21      | 2       | 5       | 443   | 24    | 15    |

## Palmarès
Vierge